# 太空堡垒
《太空堡垒》是一部科幻动画片。1985年，美国公司金和声将三部日本动画作品《超时空要塞》、《超时空骑团》、《机甲创世记》重新编辑成为85集的长篇电视动画，取名“Robotech”。后来，又由美国方面自行制作了续集故事与漫画、小说、电子游戏等周边。1990年代初，中国大陆从金和声公司引进了Robotech，由上海电视台译制配音，译名定为《太空堡垒》。1992年，Robotech进入英屬香港，由亚洲电视本港台播放广东话版本《超时空战神》，同年底在亚洲电视国际台播放英文版。

## 剧情简介

### 前传——起源（Genesis）
　　很久以前在遥远的银河深处，有一位来自泰洛行星（Tirol）的科学家兼探险家——佐尔（Zor）。他在一个名叫奥普特拉（Optera）的行星上发现了一个类似蜜蜂的群居性的种族——因维(Invid)。他们靠吞食一种名叫生命之花（Flower of Life）的植物来生存。因维人有一个雄性的首领瑞金特和一个雌性的首领瑞吉斯。
   从瑞吉斯那里，佐尔了解到生命之花可以用来制造一种非常强大的能源，这种能源的名字就是——史前文化（Protoculture）。通过对史前文化的研究，佐尔发明了一种全新的技术——机器人技术（Robotechnology）。佐尔把史前文化和机器人技术报告给了他所居住的泰洛星的首领——机器人统治者（The Robotech Masters）。
   为了独霸史前文明，机器人统治者们制造出了一种巨人勇士——天顶星人（Zentraedi），并命令他们去消灭因维人。为了生存，因维人不得不奋起反抗。经过了长年血战，因维人逐渐变成了一个非常善战的种族。
   随着时间的推移，佐尔开始不满于他的首领们使用史前文化和机器人技术的方式，并发誓要毁掉它们。他建造了一艘强大的飞船，将巨大的史前文化资源和史前文化母体藏匿船中，用超太空跳跃装置把这艘飞船发射到宇宙空间中。在跳跃的过程中，飞船遭到闻讯赶来的因维人的拦截。战斗中，飞船严重受损，佐尔则不幸身亡。天顶星人的舰队指挥官——布里泰为掩护佐尔右半边脸部受重伤，从此戴上了半边铁面及绿色假眼。佐尔的遗体则被送回天顶星人本部。
   机器人统治者急需这笔史前文化资源来维持他们的帝国以及与因维人经年累月的战争，因此，他们派天顶星人去寻找这艘飞船的下落。
   这艘飞船就是——太空堡垒I号（SDF-1）。

### 麦克罗斯传奇（The Macross Saga）
第1至36集，基本改编自《超时空要塞》。主要剧情为“第一次宇宙大战”（The First Robotech War，剧中时间公元1999—2011年）的故事。

#### 剧情概略
公元1999年7月，发生了一件改变人类命运的事件：一艘巨大的外星飞船坠落到地球上位于南太平洋的麦克罗斯的小岛上。8月，联合国调查研究组织开始对飞船进行检查。9月，根据调查报告，发现这是外星人的宇宙船，从飞船的电脑资料里，人们找到了超过现阶段万年以上的先进技术，并证实了强大地外文明的存在，存在身材高大的外星人。在这种压倒一切的存在面前，一切的民族纷争和政治冲突都变得微不足道了，面对着宇宙中随时可能出现的敌人，人类第一次联合起来。
　　2000年6月，地球政府联合宣布外星人的存在。
　　随着各国政府宣布解散， 成立以原联合国为中心的全球联合政府（United Earth Government），同时成立全球联合武装（United Earth Forces）。全世界最优秀的科学家齐聚麦克罗斯岛，重建这艘巨大的飞船，飞船的代号改为： SDF-1（Super Dimension Fortress I）。在重建的过程中，一座新兴城市——麦克罗斯市围绕着这飞船拔地而起。通过对SDF-1的研究，人类也逐渐掌握了机器人技术，并据此组建了一支新型的机器人部队。
      2009年初，修复工作最后完工。2月，太空堡垒I号首航之日，天顶星舰队抵达太阳系。两军进入交战状态，第一次宇宙大战爆发，从此揭开了人类与外星文明短兵相接的第一章。
　　太空堡垒I号在舰长格罗佛的指挥下进行空间折叠，由于计算失误而带着整个麦克罗斯市一起跳跃至冥王星轨道。在回归地球的漫长航程中，人类与天顶星人之间的激烈交战不断发生，与此同时在堡垒内部也进行着一场场悲欢离合的故事。
　　年轻的战斗机飞行员瑞克·卡特在血与火的洗礼中迅速成长，发生在他和歌星林明美以及太空堡垒指挥员之一丽莎·海斯之间的感情也在经历着一次又一次的考验。在一次意外被俘过程中，丽莎等战士得以与天顶星人直接接触，由此发现了天顶星人只为战斗生存的生存理念，也同时发现了对方对于人类情感的异常反应。
　　太空堡垒开始寻求两个种族的共存之道。而天顶星首领多扎也对地球文明产生浓厚兴趣。潜入堡垒内部的天顶星间谍回到舰队后带回了地球人的生活方式以及林明美的歌。原本只知道作战的天顶星人逐渐接触到了地球人的生活和风俗，他们开始向往地球人的生活，拒绝再进行无休止的战争。当天顶星的女飞行员——米莉娅·帕丽娜和地球飞行员——麦克斯·斯特林相爱并结婚时，两种文明的交互终于碰撞出了火花。
　　多扎得知这个消息后，大为震怒，决定毁灭地球，以防止天顶星人的继续叛变。2011年4月，天顶星帝国出动了全部的四百多万艘战舰，对地球表面进行了毁灭性打击，整个地表沦为一片焦土。幸存下来的太空堡垒勇士们和反叛的天顶星人联合起来，进行了顽强抵抗。天顶星主力舰队在林明美的歌声中灰飞烟灭，第一次宇宙大战结束。
　　虽然天顶星人的进攻被击退了，但格罗佛深知，天顶星的主人机器人统治者还会再来，为了保卫地球不再受到侵犯，格罗佛决定建造太空堡垒II号，并建立一支强大的太空舰队，去外太空寻找外星人的来源地，彻底消除外星人对地球的威胁。与此同时，回到地球的幸存者们开始了漫长的重建。但天顶星人与人类的混居状态日久终于引发了部分天顶星不满者的暴乱。原天顶星军人凯龙乘机笼络不满者，重新发动对人类的进攻。在2014年1月的最后战役中，太空堡垒I号、II号和凯龙旗舰同归于尽。而在生死之际，瑞克也在两位红颜知己之间做出了最终抉择。
　　2022年，瑞克·卡特和丽莎·海斯乘坐太空堡垒III号（SDF-3），率领远征军（Robotech Expeditionary Force）离开地球，去深层空间寻找机器人统治者的老家——泰洛星。

#### 主要人物

##### 瑞克·卡特（Rick Hunter）
| 职业     | 变形战斗机飞行员，骷髅中队队长 |
| 军衔     | 下士——上尉——中将               |
| 出生年份 | 1990年                         |
| 血型     | O                              |
| 身高     | 175cm                          |
| 体重     | 58kg                           |
| 英文配音 | Tony Oliver                    |
| 中文配音 | 夏至卿；梁正晖                 |

   瑞克从孩提时代就对飞行十分喜爱。他受到他的父亲、叔叔和好朋友罗伊·福克 以及“卡特兄弟的空中表演团”的其他成员的鼓励。 在罗伊离开空中表演加入军队之后，瑞克取代了他的位置，并成为一个优秀的业余飞行员。当已经身为太空堡垒护卫军的罗伊·福克邀请瑞克参加SDF-1的试飞行，这两个朋友又重逢了。对于瑞克、所有麦克罗斯城的人民以及整个世界来说，这欢庆的仪式变成了一场恶梦，巨人种族天顶星人的出现把他们卷入了银河中的一场大战，这时的瑞克还是一个性情急躁的小伙子。
   他的良师兼大哥福克说服他加入军队，在战斗之中，瑞克带着对他的任务的尊重而奋斗着。在接下来的几年战火纷飞的日子里，瑞克成长为一个熟练的战斗飞行员，还带领着两名部下麦克斯·斯特林和本·迪克森组成“伯明翰小队”；在福克牺牲后又接任了骷髅中队的重担。严酷的战争、所爱的人的死亡以及其他人的言行影响，使瑞克迅速成长，他的同情心、技术、责任感使他受到大家的爱戴和信赖。
   在故事的开始，瑞克爱上了被他营救的少女林明美，随着他的成长，个性的成熟，他对自己的感情越来越迷惑，直到故事结尾，瑞克终于明白他爱的是指挥官丽莎，他将和她一起坚持战斗到SDF-1的最后一刻，他们立誓要看到战争的结束。
   但故事并没有到此为止。瑞克后来成了中将，负责RDF的重建与复兴。此外，RDF必须制止天顶星反叛者们的卷土重来并为幸存者们在战争中求得和平而不懈斗争。他的妻子——丽莎·海斯上将监督最高机密SDF-3的建造工程。这个计划终于使瑞克和丽莎投入了宏伟的星际探险。
   后来瑞克和他的舰队又卷入了与因维人的战争。当得知因维人入侵了地球后，瑞克指挥他的远征军重返地球以赶走入侵者。但在回航途中，瑞克和他的旗舰SDF-3在茫茫宇宙中迷失了方向。 

##### 丽莎·海斯（Lisa Hayes）
| 职业     | SDF-1的舰桥第一指挥官 |
| 军衔     | 少校——上将            |
| 出生日期 | 1985.3.3              |
| 血型     | AB                    |
| 身高     | 168cm                 |
| 体重     | 45kg                  |
| 英文配音 | Melanie MacQueen      |
| 中文配音 | 俞红                  |

   身为海斯将军的女儿，丽莎本有权选择联合地球防卫军的任何职位。但是从她的男友卡尔·瑞博决定到火星基地去的那一时刻起，丽莎就选择了太空部队，以追随他的男友。但是在地球内战中，整个基地被摧毁, 卡尔也不幸身亡，她因此深藏自己感情，全心投入工作。作为太空堡垒的舰桥第一指挥官，她负责全面操作，由于太投入于工作，得到冷盐鱼的称号，尤其和才来的新兵瑞克矛盾不少。然而冷漠的外表下藏着温柔的心，她其实内心很敏感。
   在一次侦察任务中她和瑞克等4人被天顶星军队俘虏，从而有机会第一次与外星人直面接触。在发现天顶星人对人类感情的震惊表现以及他们文化的匮乏后，她开始寻找一种与外星种族共存的道路。
   在SDF-1上生活的岁月中，她曾对林明美的表哥林凯有过好感，因为对方和卡尔外表相像，但后来在共同战斗的日日夜夜中，她渐渐爱上了瑞克，虽然她是SDF-1上的能手，却无表达自己对瑞克的感情，而瑞克和明美的感情又使她陷入了痛苦和矛盾之中。
   这是一个充满无尽纠缠的爱情故事，但在故事结局，瑞克终于意识到他真正深爱的是丽莎，而不是他可爱的朋友林明美。
   瑞克和丽莎结婚了，一同继续他们为被战火破坏的地球争取最后和平的斗争。然后，作为一个无畏的上将，丽莎的工作就是帮助建造最高机密SDF-3。天顶星指挥官布里泰和他的参谋爱克西多协助了她。她成为SDF-3的舰长, 负责REF前往泰洛星的使命。这是一个将为丽莎、瑞克、布里泰和其他人带来宏伟而长期的空间旅行的计划。 

##### 林明梅（Lynn Minmei）
| 职业     | SDF-1上的歌星，麦克罗斯小姐 |
| 出生日期 | 1993.10.10                  |
| 出生地   | 日本横滨                    |
| 血型     | O                           |
| 高度     | 158cm                       |
| 体重     | 47kg                        |
| 英文配音 | Reba West                   |
| 中文配音 | 金琳                        |

   在传说的开始，身为麦克罗斯岛普通居民的林明美是一个天真的16岁少女。她活泼可亲，善解人意，深得家人和周围邻居的喜爱，但由于涉世未深，她对残酷的战争和现实抱有不切实际的天真认识。瑞克在还是业余飞行员的时候, 从天顶星人那里救过她的命，在太空堡垒空间折叠至冥王星时, 他们经过了一段共同受困的时光并且互相依恋。
   她天生丽质、拥有纯真少女的魅力和气质，加上超凡的歌喉，使她获得麦克罗斯小姐的荣誉, 成为战斗堡垒上的重要名人，迅速成为太空堡垒中最明亮之星, 成为市民崇拜和军人喜欢的对象。后来表哥林凯成为了她的经纪人, 向她求婚未果。在地球的决战中, 她的“We Will Win”, 鼓舞了地球军的士气，并鼓舞了许多天顶星人和人类站到一边共同对抗多扎的进攻，最终战胜了多扎。但事业上的成功却使她付出了感情上的代价——终日忙碌于演艺，性格上的不成熟，使她和在战火中迅速成长的瑞克越走越远。
   在地球惨遭摧毁之后, 明美渐渐成熟，开始意识到在重建家园中自己担负的责任，并且意识到了自己对瑞克的爱情, 而此时瑞克和丽莎已经相爱了。明美最终选择了唱歌作为人生的追求，希望自己能忘却她对瑞克曾经拥有过的一切爱的感觉。
   在对凯龙的最后一战之后，明美把她的时间都花在了成为一个为良好愿望而鼓舞人心的代表——就像她一直以来的身份一样。在远东地区的旅行中，她遇见了贾尼斯·伏斯，一个埃米尔·朗博士的熟识。友谊很快在这两个艺人之间建立起来了。她们建立了合作关系。

##### 麦克西米连·斯特林（Maximillian Sterling）
| 职业     | SDF-1变形战斗机的王牌飞行员 |
| 别名     | 麦克斯（Max）               |
| 出生年份 | 1990年                      |
| 军衔     | 下士——上尉                  |
| 身高     | 181cm                       |
| 体重     | 74kg                        |
| 英文配音 | Cam Clarke                  |
| 中文配音 | 倪康                        |

   麦克斯是从麦克罗斯城招募来的首批飞行员之一,分配给瑞克·卡特上尉作为新兵，成为伯明翰小队的一员。他在还击天顶星人的初次战斗中表现出色，被认为是SDF-1军中最出色的飞行员，他在变形战斗机上飞行战斗的技术完美无瑕，而且在电子与机械领域十分熟练。他的变形的战斗机的战斗功效已达到了顶峰。他也常会做些“特殊的”调整，使他的变形战斗机变得更加多用途和灵活机动。麦克斯被允许整形改制他的VF-1J战斗机。所有这些特别优待使他的战斗机被授以“麦克斯号”的称呼。 他不但出色，而且谦虚、伶俐，能说会道，是个很招人喜欢的年轻人。
   由于他在战斗中表现出的优秀的能力, 他迅速得到了提升, 成为上尉。在福克队长死后, 他成为了瑞克最好的朋友。他在和天顶星人的王牌飞行员米莉娅有过几次一对一的战斗经验, 并且总在最后时刻胜出。米莉娅为了重获同僚的尊重, 决心杀死麦克斯。在她潜入SDF-1后, 和麦克斯决斗, 最后的结果却是麦克思迷上了米莉娅，向她求婚，而她也同意了。这是历史上第一次的异星通婚。他们的第一个孩子戴纳的降生不仅证明了两个物种血统融合的可能，而且这个孩子也在他们夺取轨道兵工厂的战役中扮演了特殊的角色。
   麦克斯和他的妻子一起并肩作战，声名显赫。后来瑞克升职上将后，他负责领导具有优良传统的骷髅中队。后来他们被安排到天顶星人筹划进攻的温床——南美地区。著名的骷髅中队的新的军事基地在南美洲靠近阿根廷的地方。 

##### 罗伊·福克（Roy Fokker）
| 职业     | 变形战斗机飞行员，骷髅中队队长 |
| 军衔     | 少校——中校                     |
| 出生年份 | 1979年                         |
| 血型     | B                              |
| 身高     | 195cm                          |
| 体重     | 118kg                          |
| 英文配音 | Don Warner                     |
| 中文配音 | 陈兆雄                         |

   罗伊·福克曾经是瑞克父亲的飞行表演队中的飞行员, 后来在地球内战中参加军队,成为魅力超凡“骷髅中队”的英雄。
   在位于美国的军事基地中, 他遇见了新兵克劳迪亚·格兰特, 他爱上了她, 试图引起她的注意, 但是因为他身边总是有不少女人以及约会迟到等原因, 他们的进展总是不那么顺利。内战结束后，他来到太空堡垒并成为了变形机的试飞员，这是一件危险的工作, 但他和克劳迪亚的友情因此加固, 逐渐变成爱情。后来他成为了骷髅中队的队长。 在SDF-1意外卷入战争并跳跃至冥王星后，他带领着变形战斗机保卫太空堡垒。 由于他的缘故, 瑞克·卡特加入了军队, 立下许多战功。在米莉亚攻击SDF-1的那次战斗中, 罗伊被交叉火力击中并受伤。那天晚上, 他死在克劳迪亚的住处。克劳迪亚失去了爱人, 瑞克失去了时时关心他的大哥。他的突然和悲惨的死亡很大程度上影响了每个人, 尤其克劳迪亚和瑞克·卡特。罗伊的身影因此经常出现在怀念他的人们的脑海之中。 

##### 克劳迪亚·格兰特（Claudia Grant）
| 职业     | SDF-1舰桥通讯指挥官          |
| 军衔     | 上尉——少校                   |
| 出生年份 | 1983年                       |
| 血型     | O                            |
| 身高     | 182cm                        |
| 体重     | 59kg                         |
| 英文配音 | Iona Morris；Brittany Harlow |
| 中文配音 | 顾帼一                       |

   在美国的军事基地时, 克劳迪亚就知道她吸引了罗伊·福克的目光。起初由于罗伊的错误, 他们的关系并不好。但是在一个下雨的夜里, 一切都改变了。罗伊告诉克劳迪亚, 他需要有人倾听他的烦恼, 他工作中巨大的压力, 而他希望这个人会是克劳迪亚。这样他们的关系逐渐亲密起来。在SDF-1中, 克劳迪亚是首席通信指挥官,协调关于资讯各种不同的系统。她和其他三个舰桥操作员金，萨米和范妮莎也是好朋友。同时, 克劳迪亚还是丽莎的最好的朋友, 时常给与她感情方面的指导,她有一次还告诉丽莎她和福克的故事，想借此让她懂得一件事也许没有一个好的开始，但也许有一个好的结局。
   在罗伊·福克死后, 克劳迪亚非常伤心, 甚至产生了对酒精的依赖, 但只持续了很短的时间，然后她从悲痛中站起来，投入了更顽强的战斗。在凯龙摧毁SDF-1, SDF-2的那一战中, 她牺牲在岗位上。

##### 亨利·J·格罗佛（Henry J Gloval）
| 职业     | 俄国海军K-142明斯克号舰长、全球联合武装SDF-1舰长、全球联合武装最高司令 |
| 本名     | 亨里克·约瑟夫·格罗瓦尔斯基（Henryk Jozef Glovalsky）                   |
| 军衔     | 上校——上将                                                             |
| 出生年份 | 1957                                                                   |
| 血型     | O                                                                      |
| 身高     | 194cm                                                                  |
| 体重     | 85kg                                                                   |
| 英文配音 | Greg Finley                                                            |
| 中文配音 | 雷长喜                                                                 |

   一个在巨大压力面前仍能勇于面对出色完成任务的典型角色，坚毅的性格和丰富的经验使他赢得了大家的尊重，作为老手成为SDF-1的舰长。他不仅要对神秘的堡垒了如指掌，还有要训练新兵的职责，责任之大，由此可见一斑。
   他的领导和外交才能让他赢得了战斗堡垒SDF-1的指挥官的身份。在他的面前一切困难都变得微不足道了。在天顶星军队的攻击之后，他成功地避离了地球，又从敌人的舰队之中带着SDF-1和它的那些没经验、不成熟的成员回到故乡。
   他不是墨守陈规的人, 用冒险的策略来打击敌人，他制定了许多对抗天顶星人策略，总是比敌人抢先一步，把他们打的措手不及。他的勇气，技术和决心变成地球的防御者坚强核心。身为 SDF-1 的舰长，格罗佛在对抗对压倒性的敌人进攻的同时，还要保护超过 70,000个平民和成员的安全。同时, 他也认识到和天顶星人无休止的战争只会导致最终的毁灭。因此, 在SDF-1回到地球后, 他与丽莎一起劝说地球政府开展与天顶星人的和谈。地球政府拒绝了他的提议, 直到地球被外星人攻击被大范围破坏后, 他被委任为整个太空堡垒防卫军的领导, 并开始用于针对未来的机器人统治者的入侵而建设SDF-2的工作。在凯龙的最后攻击中, 格罗佛舰长和SDF-1, SDF-2一起毁灭, 但在最后一刻, 他把丽莎推入了弹射舱。

#### 每集标题
| 集数 | 中文标题     | 英文标题              |
| ---- | ------------ | --------------------- |
| 1    | 诱敌深入     | Boobytrap             |
| 2    | 堡垒出击     | Countdown             |
| 3    | 城市上天     | Space Fold            |
| 4    | 长久等待     | The Long Wait         |
| 5    | 堡垒变形     | Transformation        |
| 6    | 闪电大战     | Blitzkrieg            |
| 7    | 再见，火星   | Bye-Bye Mars          |
| 8    | 甜蜜花季     | Sweet Sixteen         |
| 9    | 太空选美     | Miss Macross          |
| 10   | 雷达被毁     | Blind Game            |
| 11   | 原始文明     | First Contact         |
| 12   | 逃出魔窟     | The Big Escape        |
| 13   | 返回地球     | Blue Wind             |
| 14   | 舰长汇报     | Gloval's Report       |
| 15   | 返回家乡     | Homecoming            |
| 16   | 战斗召唤     | Battle Cry            |
| 17   | 瑞克之梦     | Phantasm              |
| 18   | 别了，大哥   | Farewell, Big Brother |
| 19   | 壮烈牺牲     | Bursting Point        |
| 20   | 离乡背井     | Paradise Lost         |
| 21   | 新的黎明     | A New Dawn            |
| 22   | 战斗与歌     | Battle Hymn           |
| 23   | 疏忽大意     | Reckless              |
| 24   | 摊牌         | Showdown              |
| 25   | 婚礼钟声     | Wedding Bells         |
| 26   | 使者         | The Messenger         |
| 27   | 武力         | Force of Arms         |
| 28   | 反思         | Reconstruction Blues  |
| 29   | 机器人统治者 | Robotech Masters      |
| 30   | 万岁，米莉亚 | Viva Miriya           |
| 31   | 凯龙复仇     | Khyron's Revenge      |
| 32   | 破碎的心     | Broken Heart          |
| 33   | 雨夜         | A Rainy Night         |
| 34   | 私人时间     | Private Time          |
| 35   | 节日问候     | Season's Greetings    |
| 36   | 去超太空     | To the Stars          |

注：标题中文译名为1991年中国上海电视台播放《太空堡垒》时所采用的译法。

### 机器人统治者（The Robotech Masters）
第37至60集，基本改编自《超时空骑团》。主要剧情为“第二次宇宙大战”（The Second Robotech War，剧中时间公元2029—2030年）的故事。

#### 剧情概略
2029年，一支神秘的舰队突然出现在守备空虚的太阳系，并迅速向地球接近。这些异星人就是来自泰洛星的机器人统治者（The Robotech Masters），当年的天顶星舰队即是遵照其意志行动的奴仆。 他们统治着众多的合成人，虽然表面上看这些三位一体的异人像是缩小化的天顶星战士，但实际上他们却掌握着远比天顶星文明更先进的技术，还拥有“史前文化”所特有的“音乐”。他们为寻找多年前被泰洛科学家佐尔送出帝国的史前文化而来到太阳系。在与因维人的长年战争中他们损耗了太多能量，而天顶星人的覆灭使他们不得不亲自出马。2014年太空堡垒I号和凯龙旗舰相撞所释放出来的巨大的史前文化，使他们从遥远的星海彼端感知到这次能量大爆发，经过15年的航行，泰洛长老的舰队终于抵达了这宇宙中最后一批史前文化的所在之地——地球。
   机器人统治者并不像天顶星人那样嗜杀成性，他们只想寻找被地球人忽视的史前文化，但如果地球人拒不交出史前文化，那么他们将不惜毁灭整个地球。遗憾的是饱受创伤的人类拥有太强的自卫意识，月面基地阿波罗的驻军直接向外星舰队发起攻击。第二次宇宙大战爆发。
   此时在地球上最具实力的就是辖区包括太空堡垒I号遗址所在地的南十字军（Southern Cross）。军部最高司令伦纳德将军专制而刚愎自用，但军队中一大批年轻战士担当起了保卫家园的重任。其中，当年麦克斯和米莉娅的长女，也是第一个星际混血儿——戴纳·斯特林，出类拔萃，从此登上了星际军事舞台。
   戴纳·斯特林和她带领的阿尔法战术装甲部队第15小队勇猛善战，成为一次次战斗的胜利者，与他们共同奋战的还有战术装甲空军、宪兵总队等部队的英雄儿女们。两个种族在交互过程中互相探底，机器人统治者发现自己低估了人类的实力。经过慎重考虑，他们下了一着险棋，将原始佐尔的克隆体——原先只担任生化军队战斗指挥官的佐尔·普莱姆送入地球人中间，以探寻人类的军事机密以及史前文化的真实情况。
   佐尔·普莱姆在不知情的情况下成为机器人统治者安插在人类中的间谍。在15小队中他倍受戴纳的关注。因为他们俩之间有着跨越时空的千丝万缕的关系。围绕着这个神秘的外星人发生了一系列矛盾纠纷，他成为揭开史前文化之迷的关键。
   另一方面，机器人统治者正同时为日益枯萎的史前文化和自身社会的不稳定性而烦恼不已。他们的社会以三位一体为结构，看似稳固，实则脆弱，他们赖以安定民心巩固统治的法宝——弹奏思维“音乐”的缪西卡三姐妹出现了不安定因素：缪西卡由于和地球战士鲍威尔相识相爱而产生了脱离三位一体的念头。
   惨烈的大战末尾，由于南十字军最高指挥部内部的互相倾轧，最高指挥官的决策失误，人类又一次面临全灭的险境。但最终强大无比的外星人舰队在爱情这一催化剂中毁灭于内在危机的大爆发：缪西卡跟随鲍威尔脱离泰洛舰队投奔地球，三位一体社会开始土崩瓦解；战斗中佐尔·普莱姆和戴纳相爱，终于恢复了他被复制的记忆和他本身的自我，史前文化秘密真相大白，佐尔·普莱姆背叛了机器人统治者，在最后时刻启动自爆，与泰洛旗舰同归于尽。
   第二次宇宙大战结束，机器人统治者舰队全灭，南十字军也遭受了沉重打击，一蹶不振。身心俱疲的人们再度开始了漫长的重建。然而他们并没有意识到，泰洛旗舰自爆的同时，撞毁了太空堡垒I号残骸中的主引擎，其中隐藏的史前文化随着生命之花花粉的飘散而四处远播。散发的能量吸引了广阔宇宙中另一角落的某一道目光，人类今后的道路将愈加艰难......

#### 主要人物
- 戴纳·斯特林（Dana Sterling）CV: Melissa Newman（英）；徐虹（中）

麦克斯与米莉亚的长女，新太空堡垒军事学院的首批毕业生。南十字军阿尔法战术装甲部队第15小队队长。
- 佐尔·普莱姆（Zor Prime）CV: Alex Gregory、Paul St. Peter（英）；刘家桢、夏志卿、顾帼一（中）

史前能量缔造者佐尔·戴瑞达的复制品。泰洛生化部队长机飞行员。
- 诺娃·萨托里（Nova Satori）CV: Edie Mirman、Penny Sweet（英）；金琳（中）

全球宪兵警察部队官员，和戴娜是死对头。
- 玛丽·克里斯托（Marie Crystal）CV: Barbara Goodson、Shirley Roberts（英）；张欢（中）

战略装甲空军中队队长。她是南十字军的飞行英雄。
- 肖恩·菲利普（Sean Philips）CV: Kerigan Mahan（英）；李丹青（中）

曾是15小队的上尉队长，但是由于和南十字军高级军官的女儿调情而被处分，降为二等兵。
- 路易·尼可斯（Louie Nichols）CV: David Millbern（英）；符 冲、刘小庆 （中）

15小队成员。一个痴迷于机器人技术的天才。
- 埃利·伦纳德（Eli Leonard）CV: Greg Finley（英）；张名煜（中）

全球联合武装最高指挥官，南十字军总司令。
- 罗尔夫·爱默森（Rolf Emerson）CV: Michael McConnaghie、Jeffrey Platt（英）；杨明（中）

南十字军总参谋长，军衔为少将。鲍伊·格兰特的教父。
- 鲍伊·格兰特（Bowie Grant）CV: Larry Abraham（英）；梁正晖（中）

阿尔法战术装甲部队第15小队队员。
- 缪西卡（Musica）CV: Chelsea Victoria、Melora Harte（英）；叶露（中）

缪西卡和她的两个妹妹奥塔维娅、阿丽格拉，是机器人统治者制造的音乐家克隆组，她们一起演奏思维音乐, 从而使克隆生化人变得被动和顺从。
- 机器人统治者（Robotech Masters）CV: Bill Capeze（英）；雷长喜、杨文元等（中）

泰洛军队的最高首领。他们掌握着机器人技术（Robotechnology），是一个庞大星际帝国的统治者，也是天顶星人的创造者。

#### 每集标题
| 集数 | 中文标题 | 英文标题             |
| ---- | -------- | -------------------- |
| 37   | 戴纳家史 | Dana's Story         |
| 38   | 错误起点 | False Start          |
| 39   | 南十字军 | Southern Cross       |
| 40   | 自愿闯险 | Volunteers           |
| 41   | 月夜侦察 | Half Moon            |
| 42   | 危险地带 | Danger Zone          |
| 43   | 战争前奏 | Prelude to Battle    |
| 44   | 中了圈套 | The Trap             |
| 45   | 飞船大战 | Metal Fire           |
| 46   | 测试人类 | Star Dust            |
| 47   | 太空使者 | Outsiders            |
| 48   | 记忆错觉 | Deja Vu              |
| 49   | 小队新兵 | A New Recruit        |
| 50   | 三位一体 | Triumvirate          |
| 51   | 中性系人 | Clone Chamber        |
| 52   | 战地情歌 | Love Song            |
| 53   | 不断探索 | The Hunters          |
| 54   | 各有计谋 | Mind Games           |
| 55   | 戴纳奇遇 | Dana in Wonderland   |
| 56   | 虎口脱险 | Crisis Point         |
| 57   | 重返地球 | Daydreamer           |
| 58   | 太空毒花 | The Final Nightmare  |
| 59   | 强敌入侵 | The Invid Connection |
| 60   | 大难临头 | Catastrophe          |

注：标题中文译名为1991年中国上海电视台播放《太空堡垒》时所采用的译法。

### 新生一代（The New Generation）
第61至85集，改编自《机甲创世记》。主要剧情为“第三次宇宙大战”（The Third Robotech War，剧中时间公元2031—2044年）的故事。

#### 剧情概略
2031年，因维人（Invid）抵达饱经磨难的地球，宣布他们对史前文化拥有占有权。这个强大而善战的外星种族武装力量对地球守备军发起了摧枯拉朽般的攻势，在消灭了一切抵抗力量后，占领了地球。
   得到消息的瑞克·卡特命令远征军（Robotech Expeditionary Force）舰队回航，于是庞大的船团开始转向。在主力舰队到达之前，已有数批先遣队抢先对因维人发动了攻击，然而等待他们的却只有恐怖和毁灭，因维军队轻而易举就使先遣队全军覆没
占领地球的因维人几乎已到达进化的顶点。他们可以根据环境的需要，随意改变自己的形象和身体组成，甚至可以凭借自身的意志，将身体在物质态和能量态间自由转化。但具有讽刺意味的是，他们对史前文化的依赖性是最强的，表面上强大的适应能力被这致命的弱点牢牢束缚着，而拥有生命之花、作为“宇宙中已知最后一块史前文化聚集地”的地球，也就自然而然成为了它们的目标。
   此时的人类虽然早已进入了星际殖民时代，但无论是在外星殖民地，还是遥远空间中行进的船团里，所有的人都把地球当做是他们的故乡。在他们的心目中，地球已经成为了一块圣地，是人类文明的象征。一方是为了夺回精神寄托，另一方则誓死要守卫最后的生存空间。于是在太阳系第三行星上，又一次发生了两个文明之间的激烈碰撞。
   远征军先遣队的幸存者之一斯科特·博纳德在军队全灭的绝望中遇到了其他5名地球上的自由抵抗者。危难中他们团结一心，组成了活跃在敌人后方的游击队，在远征军对敌作战的同时与外星武装进行长年周旋。
   漫长的战斗岁月里，游击小队先后遇到了两位以人类形式出现的因维族女性。斯科特与爱丽尔、兰瑟与希拉的爱情使因维女王瑞吉斯深感人类情感与文明对她族人的威胁，而日益枯竭的史前文化以及陆续回航的远征军，都使她感到地球不再是适宜种族进化的久留之地。
   第三次宇宙大战的结局，再次以人类的胜利而告终，因维人在瑞吉斯的带领下，向茫茫宇宙的深处飞去，少数人则留下来，积极地融入了人类社会中。人类与外星人成功的结合再次证实了贯穿系列的主题：“爱能战胜一切”。
   千千万万的幸存者从废墟中站起来，重新建造新的家园。也许在今后的日子里，人类还将面临更大的挑战，也许终有一天，人类文明也会步向终结，但只要还有美丽的歌声，只要还有爱，这个宇宙就永远不会寂寞。
   在远征军主力舰队回航的途中，暗影堡垒III号(Shadow Dimensional Fortress Three)失踪了，没人知道它去向了茫茫宇宙的哪一个角落......

#### 主要人物
- 斯科特·博纳德（Scott Bernard）CV: Greg Snegoff（英）；符冲、夏志卿（中）

隶属于太空堡垒远征军第21火星师。在反攻地球的战斗中他所在的部队全军覆没，他失去了上司、战友和未婚妻玛琳，坠落在南美的原巴西地带。幸存下来后，他在当地建立了一支抵抗小分队，与因维人作战。
- 兰瑟（Lancer）CV: Cam Clarke、Jimmy Flinders（英）；刘家桢、夏志卿、李丹青（中）

原名：兰斯·贝尔蒙，隶属太空堡垒远征军第10火星师。2038年，在远征军首次收复地球的失败尝试中，他被不幸击落。因维人对远征军幸存者紧密搜捕，兰瑟被迫化装成女性，用女歌星黄舞者的身份掩护自己。后来遇到了斯科特·博纳德，加入了他的小分队。
- 伦德（Rand）CV: Frank Catalano（英）；梁正晖（中）

因维入侵的幸存者，后来加入斯科特·博纳德的小队。
- 萝克·巴特里（Rook Bartley）CV: Susie London（英）；徐虹（中）

曾是“蓝天使”飞车党的一员，后来加入斯科特·博纳德的小队。
- 安妮·拉贝尔（Annie Labelle）CV: Mary Cobb（英）；叶露（中）

加入抵抗小分队的女孩。绰号“薄荷糖”。
- 伦克（Lunk）CV: Richard Epcar（英）；倪康、金效强（中）

原名：吉姆·奥斯汀，是从远征军回到地球的机械维修师，后来加入斯科特·博纳德的小队。
- 爱丽尔（Ariel）CV: Aline Leslie、Melanie MacQueen（英）；俞红（中）

失忆的因维人，在没有人知道她真实身份的情况下加入了斯科特一行与他们并肩作战，并和斯科特产生了感情。
真相未明时爱丽尔被斯科特等人称为“玛琳”（Marlene）。这是斯科特战死的前女友的名字。
- 塞拉（Sera）CV: Barbara Goodson（英）；金琳（中）

因维人公主。
- 瑞吉斯（The Regess）CV: Alexandra Kenworthy（英）；舒蓉（中）

因维女王。

#### 每集标题
| 集数 | 中文标题   | 英文标题           |
| ---- | ---------- | ------------------ |
| 61   | 新生力量   | The Invid Invasion |
| 62   | 在敌占区   | The Lost City      |
| 63   | 新潮歌星   | Lonely Soldier Boy |
| 64   | 捕鱼能手   | Survival           |
| 65   | 魔鬼盗宝   | Curtain Call       |
| 66   | 地痞流氓   | Hard Times         |
| 67   | 真正英雄   | Paper Hero         |
| 68   | 悲情颂歌   | Eulogy             |
| 69   | 实验基地   | The Genesis Pits   |
| 70   | 玛琳之谜   | Enter Marlene      |
| 71   | 秘密通道   | The Secret Route   |
| 72   | 太空魔窟   | The Fortress       |
| 73   | 沙漠风暴   | Sandstorm          |
| 74   | 安妮成婚   | Annie's Wedding    |
| 75   | 各自为战   | Separate Ways      |
| 76   | 新变形人   | Metamorphosis      |
| 77   | 午夜太阳   | The Midnight Sun   |
| 78   | 鬼城历险   | Ghost Town         |
| 79   | 冰下城市   | Frost Bite         |
| 80   | 生日劫难   | Birthday Blues     |
| 81   | 神秘杀手   | Hired Gun          |
| 82   | 自由之路   | The Big Apple      |
| 83   | 外星据点   | Reflex Point       |
| 84   | 黑暗即逝   | Dark Finale        |
| 85   | 光的交响乐 | Symphony of Light  |

注：标题中文译名为1991年中国上海电视台播放《太空堡垒》时所采用的译法。

### 太空堡垒:未说的故事（Robotech: The Movie）
- 请参见“Robotech: The Movie”

1986年金和声公司与佳能影业制作、因故撤映的剧场版。改编自同样出于日本的《无限地带23 第一部》（Megazone 23 Part One），部分穿插了《超时空骑团》的片段。

#### 剧情概略
2027 年，机器人统治者（The Robotech Masters）来到地球，酝酿夺回宝贵的史前能量母体——这种谜一样的能量可以提供整个文明世界的动力。但是就在地球外太空驻扎的机器人统治者此时发现这个目的不那么容易实现，于是他们首先寻找自己所失去的太空堡垒I号上的计算机主机。统治者们派出生化战士，要求活捉地球政府的要员。他们抓住安德鲁上校和其他一些人，带回母舰。在那里安德鲁的一个克隆被制造，而真正的上校被处死。南十字军发起了徒劳的进攻，损失惨重。冒牌安德鲁获得了太空堡垒I号的计算机主机——夏娃（EVE）的控制权。他作了一个将夏娃的资料传送给一个废弃卫星的“热身运动”，事实上，这个卫星已经被机器人统治者控制。外星人开始截获情报。
   马克·兰迪是一名机师，他的朋友托德·哈里斯是一个ATACS的战士，约马克当晚见面。马克见到托德时诧异地注意到他身边的新摩托车。托德说这辆车是最后一辆MODAT(行动数据库终端)，可以通过它来连接夏娃。他还说必须保卫这车，政府有部分人和外星人合作。他们的约会被突然出现的特工打断。托德逼迫马克上MODAT车。两个人分头逃亡，托德被害，马克却还不知道。马克把车带回家，他的朋友修好了车，漆成红色。第二天马克带他的女友贝姬参加一个音乐电视的试听，路上贝姬应马克的要求去看一些朋友拍电影。他们给马克和他的车拍了片，中途被著名歌星夏娃的电视转播打断。政府很快找到了马克，派出一队杀手，马克打败了他们，直接抵达电视台，发现夏娃是一台化身为著名歌星的人形电脑。夏娃指示马克前去位于地下的太空堡垒研究院。他们的交流被截获情报的政府军打断，安德鲁和马克碰面了，一番打斗后假上校欺骗了马克，马克愤然离去。 　　
   南十字军利用夏娃组织一次进攻，但他们并不知道外星人已获悉他们的行动。假上校杀死了贝姬的朋友——拍电影的凯里。安布雷博士是太空堡垒研究所的负责人，他切断了夏娃和卫星的联系，假上校重新连接两者。博士要去阿拉斯加手工切断联系，马克决定为凯里报仇，再次来到了研究所。经过激烈搏斗马克终于击毙安德鲁，救了博士一命。最终南十字军找出了敌舰的弱点，摧毁了他们的母舰。机器人统治者开始撤退，地球获得了短暂的和平。

### 太空堡垒II:哨兵（Robotech II: The Sentinels）
- 请参见“Robotech II:The Sentinels”

1986年由金和声公司与日本龙之子公司制作的动画续集。原定65集，仅完成6集后因故中断。已经完成的画面素材被剪辑成了一集片长一个多小时的OVA，于1987年正式发行。

#### 剧情概略
    2022年，远征军旗舰太空堡垒III号（Super Dimensional Fortress Three）完工，预示着旨在远赴外太空与机器人统治者（The Robotech Masters）争取和谈的“先锋”行动即将开始。然而此时地球两大武装——以丽莎·卡特为首的远征军（Robotech Expeditionary Force）和以安纳托尔·埃利·伦纳德为首的南十字军（Southern Cross）之间却暗潮涌动。
   已升任将军的瑞克·卡特在指挥事宜之外同时致力于指导训练新一代飞行员，在他的关注下，杰克·贝克、凯伦·潘等年轻战士迅速成长。远征军的出征已日益临近，但T·R·爱德华兹不怀好意的倾轧，却给瑞克带来了诸多烦恼。与此同时，明美赶回来准备参加瑞克和丽莎的婚礼，对此丽莎十分高兴。
   人类一直关注着机器人统治者的母星泰洛（Tirol），因为这是远征军此行的目的地，然而他们却没想到此时三个机器人统治者已带领大部队离开母星，正在前往地球的途中。兵力空虚的泰洛很快被前来寻找生命之花的因维（Invid）之王瑞金特军队攻占。滞留在泰洛的最后一个机器人统治者卡贝尔和他的学生雷被迫逃离首都。泰洛平民死伤惨重，瑞金特未能找到生命之花，于是在泰洛星上大肆屠杀。
   瑞克和丽莎的婚礼在轨道兵工厂的礼堂里隆重举行，明美掩饰住心中的忧伤，与新搭档贾妮斯一起登台演唱。婚礼的最后，明美接到了丽莎向她抛来的花束。望着幸福远去的新婚夫妇，她意识到自己和瑞克的故事已彻底成为往事。
   因维女王瑞吉斯与性情暴虐的丈夫长期不和，在泰洛星上两人更是互相指责。不满丈夫所为的瑞吉斯独自回到奥普特拉星球，继续进行起源坑中的进化实验。在生命之花踪迹难寻的情况下，她决定放弃进攻泰洛领地，转而追踪太空堡垒I号。她和她的子民从此开始了夺回因维生命之花的漫长征途。 　　

### 太空堡垒:暗影编年（Robotech: The Shadow Chronicles）
- 请参见“太空堡垒：暗影编年”

2004年，金和声公司宣布了暂定名为“Robotech：Shadow Force”（太空堡垒：暗影军团）的续集制作计划。这部动画电影被认为是2005年Robotech 20周年的纪念之作。2006年，最终定名为《太空堡垒：暗影编年》的动画电影制作完成，并在当年的美国国际科幻与惊悚电影节上获得最佳科幻动画奖。《太空堡垒：暗影编年》是一部情节紧跟TV版85集的正式续作，由Funimation与金和声等美国动画关联企业合作，日本《机甲创世记》的部分STAFF参加设计工作，而动画制作公司则是韩国DR Movie。
2007年1月5日，《太空堡垒：暗影编年》在美国多个城市公映。2月6日，1区DVD版本在北美正式发售。随后，澳大利亚、英国等地也先后引进发行了《太空堡垒：暗影编年》DVD。9月20日，《太空堡垒：暗影编年》DVD在中国大陆正式发行。2008年9月2日，金和声、Funimation又联合华纳兄弟公司在北美发行了《太空堡垒：暗影编年》的Blu-Ray高清版本。

#### 剧情概略
　　2022年, 由丽莎·卡特上将率领的太空堡垒远征军（Robotech Expeditionary Force）离开地球，他们的使命是前往宇宙深处，到源头去阻止对人类的威胁。经过数十年的征战，终于在机器人统治者(Robotech Masters)的家园—泰洛星(Triol)取得了来之不易的和平。远征军解放了所有被因维人(Invid)蹂躏的星球，与反抗因维人的外星种族结成了军事同盟——哨兵(The Sentinels)，可地球却被神秘的因维人占领。远征军以为因维人是最后的威胁，但没有料到最大的威胁其实来自内部，在暗影中伺机等待......
　　长期掌管外星技术的T·R·爱德华兹将军不满将控制权交还给远征军议会的决议，密谋勾结因维摄政王瑞金特，叛变远征军。爱德华兹秘密开发的隐形技术令远征军损失惨重，哨兵同盟之一的海顿大使维特却发现，爱德华兹努力多年的新成果，其实是一种失传已久的古老的海顿技术——暗影技术(Shadow Technology)。海顿人(The Haydonites)主动协助远征军进一步研究开发，并且用暗影技术改造了远征军所有的舰队。
　　对爱德华兹将军的胜利讨伐让远征军对解放地球充满了希望，并且意外地从爱德华兹那得到了中子弹头，海顿人又提供了足够的技术将中子弹头改造成了中子S导弹(Neutron-S Missiles)。大部队浩浩荡荡地回到了阔别20年的地球，可远征军的旗舰暗影堡垒III号(SDF-3)却在大决战前神秘失踪。
　　盘踞在地球上的因维人由女王瑞吉斯统领。一方为了占领宇宙中最后一块的史前文化的繁殖地，而另一方为了夺回祖先的家园。空前激烈的大战在地球空间打响。因维大军如狂风暴雨、遮天蔽日般向远征军袭来，一批又一批年轻的生命向他们素未谋面的家乡冲去，但迎接他们的只有黑暗与死亡。
　　形势在转变，远征军遭受重创，因维人占据了绝对优势。面对如此严峻的形式，远征军总部下达了向地球发射中子S导弹的命令，即使要以抹平半个地球为代价，也必须结束因维人的统治。因维女王瑞吉斯认出向因维蜂房冲来中子S导弹正是暗影之子（Children of the Shadow）的武器，认为人类无比的邪恶。这促使她决定离开地球。瑞吉斯带领着种族化身为精神凤凰，摧毁了所有的中子S导弹拯救了地球。
　　正当远征军为收复地球而欢欣鼓舞时，更狡猾的敌人开始蠢蠢欲动，意图诱惑远征军。让远征军更吃惊的是，新敌人正是被因维人称为“暗影之子”的海顿人——远征军曾经并肩作战的同盟，而海顿人提供给地球人的武器与科技，都有着不为所知的致命威胁。
　　面对如此可怕的敌人，远征军却失去了带有史前文化母体的暗影堡垒III号，这就意味着远征军失去了生命线，没有史前文化母体的供给，整个人类文明圈将会倒退回使用石油与核能的时代，面对如此窘境,人类究竟将何去何从？

#### 续集
2007年2月，导演Tommy Yune透露将会制作《太空堡垒：暗影编年》的续集。7月，宣布续集暂定名为“Robotech: Shadow Rising”。

### 太空堡垒:Love Live Alive（Robotech: Love Live Alive）
2010年7月，Tommy Yune透露金和声正在制作一部新的《太空堡垒》动画电影，已故《太空堡垒》制片人Carl Macek曾参与这部电影的企划。2011年7月，在洛杉矶漫展上公布了这部动画电影的预告片。10月，在纪念Carl Macek的纪录片首映式上，金和声正式公布新作名称为：“Robotech: Love Live Alive”，电影将采用部分《机甲创世记》OVA“Love Live Alive”的画面与新制作的动画混合剪辑。据称电影的故事发生在《新生一代》，与《暗影编年》会有联系。2013年4月，金和声宣布由狮门娱乐（Lions Gate Entertainment）以DVD的形式发行这部电影，发行时间为2013年7月23日。

### 真人电影
2007年9月7日，好莱坞传媒The Hollywood Reporter 报道：华纳兄弟公司获得了“太空堡垒”的授权，托比·马奎尔（Tobey Maguire）准备由他的制作公司Maguire Entertainment负责制作这部电影。
2008年6月13日，美国资深电影网站Chud.com率先披露，劳伦斯·卡斯丹（Lawrence Kasdan）是太空堡垒（Robotech）真人电影的新编剧。劳伦斯·卡斯丹写过不少经典作品，例如《星球大战·帝国反击战》（Star Wars: The Empire Strikes Back）和《夺宝奇兵》（Raiders of the Lost Ark）。6月16日，《好莱坞报道者》披露Akiva Goldsman和Chuck Roven作为制片人加入真人电影项目。
2008年7月在美国加州圣迭戈市举行的 Comic Con 2008展会上，以上消息都得到金和声公司的确认。金和声透露真人电影将会重塑《太空堡垒》的故事，会与动画的年表有冲突，就是说堡垒不会于1999年坠落，因为1999年已经是过去的事了。
在美国娱乐电视台Spike TV 举办的“2008尖叫颁奖礼”（Scream 2008 Awards）上，太空堡垒真人电影的制片人之一Chuck Roven接受了IESB.net的采访，透露了目前正在制作电影剧本，并表示他本人希望电影能于2009年开拍。
2008年11月18日，来自《好莱坞报道者》的最新消息，Alfred Gough和Miles Millar将会参与创作剧本。

#### 演职员表（暂定）
- 编剧：Craig Zahler，Lawrence Kasdan、Alfred Gough、Miles Millar
- 制片人：Tobey Maguire，Drew Crevello，Akiva Goldsman，Charles Roven
- 执行制片：Frank Agrama、Jason Netter
- 发行：Warner Bros. Pictures
- 制作公司：Supercool Hollywood BigTime Productions，Maguire Entertainment
- 分类：科幻、幻想、冒险
- 美国发行日期：未定

### 故事年表
以下为金和声公司所发布的“Robotech”作品年表:
- 更详细的年表请参见“Robotech Wars”

| 故事年份    | 作品(制作年份) | 作品(制作年份)                                               |
| ----------- | -------------- | ------------------------------------------------------------ |
| 1999 - 2014 | (1)            | 太空堡垒：麦克罗斯传奇（Robotech: The Macross Saga） (1985)  |
| 2022        |                | 太空堡垒II：哨兵（Robotech II: The Sentinels）* (1987)       |
| 2027        |                | 太空堡垒：未说的故事（Robotech: The Movie）* (1986)          |
| 2029 - 2030 | (2)            | 太空堡垒：机器人统治者（Robotech Masters） (1985)            |
| 2042 - 2044 | (3)            | 太空堡垒：新生一代（Robotech: The New Generation） (1985)    |
| 2044 -      |                | 太空堡垒：暗影编年（Robotech: The Shadow Chronicles） (2006) |

## 专有名词
- 生命之花（Flower of Life）

生命之花是一种植物，原产于因维人的故乡，与因维人存在共生关系。生命之花的种子可以用来产生史前能量（Protoculture）。
- 史前能量（Protoculture）

从生命之花中提取的优质生物能源。在史前能量存储罐中，能量密度超过了常规核能。史前能量的提取设备称为“史前能量母体”（Protoculture Matrix）。
- 机器人技术（Robotechnology）

最早由泰洛（Tirol）科学家佐尔研发的先进技术，结合了铰接机甲、超能量武器及以史前能量为基础的系统。泰洛人还将机器人技术和史前能量应用于克隆、生命延续、思维控制和其他生化工程，因而自称为“机器人统治者”（Robotech Masters）。太空堡垒I号坠落地球后人类对其进行逆向工程和改造，用于其他创新发明，例如可变形机甲（Veritech）。
- 泰洛（Tirol）

行星凡托玛（Fantoma）的第三颗卫星，没落的泰洛帝国（Tirolian Empire）的中心，机器人统治者的故乡。
- 奥普特拉（Optera）

这颗星球是因维人曾经的家园，后来被机器人统治者破坏。当发现地球上盛开的生命之花后，因维女王瑞吉斯放弃了奥普特拉。
- 反射点（Reflex Point）

2014年新麦克罗斯市战役之后，太空堡垒I号的残余部分成为废墟，反射点就是整个遗址的代称。
- 天顶星人（Zentraedi）

机器人统治者使用基因改造技术创造的巨人战士种族，曾经是机器人统治者武装力量的主力。为了使天顶星人成为完美的战争工具，社会控制在天顶星人的生活中被发挥到极致，连两性关系也被禁止。
- 因维人（Invid）

一种以生命之花为生的原生质外星种族。因维人为了控制生命之花和选择适合它开花的世界而在宇宙间迁徙，并因此而与机器人统治者和人类交战。通过因维女王瑞吉斯的力量，它们能够进化为更复杂的生命形式，例如向人类形态过渡的人形模拟人。
- 哨兵（The Sentinels）

哨兵是由原先处于泰洛帝国统治下的各星球所组成的联盟。随着帝国崩溃，机器人统治者放弃了故乡泰洛，因维摄政王瑞金特的军队侵占了这些星球。哨兵各种族联合起来进行抵抗。太空堡垒III号到达泰洛以后，哨兵得到人类的援助，与太空堡垒远征军结盟。在这些种族里，深居简出的海顿人（The Haydonites）以科学技术而闻名，而卡巴拉（Karbarra）人则拥有先进的造船技艺，他们协助远征军对舰船武器进行升级改造。海顿人还提供了暗影技术（Shadow Technology），一种能屏蔽除目视以外的大部分其他探测形式的隐形技术。

### 舰船
- 太空堡垒：
- 太空堡垒I号  Super Dimension Fortress I,SDF-1
- 太空堡垒II号 Super Dimension Fortress II,SDF-2
- 太空堡垒III号　Super Dimension Fortress III,SDF-3（改造后：暗影堡垒III号 Shadow Dimensional Fortress III,SDF-3）
- 暗影堡垒IV号 Shadow Dimensional Fortress IV,SDF-4
- 地球（太空堡垒防卫军）：
- 装甲级航母 Armor-class Carrier
- 欧珀斯级驱逐舰 Oberth-class Destroyer
- 天顶星人：
- 天顶星旗舰 Zentraedi Flagship
- 天顶星指挥舰 Zentraedi Command Ship
- 天顶星航母 Zentraedi Carrier
- 天顶星驱逐舰 Zentraedi Destroyer
- 天顶星侦察舰 Zentraedi Scoutship
- 地球（南十字军）：
- 三星级大型巡洋舰　　Tristar-class Large Cruiser
- 德川级战列舰　　Tokugawa-class Battleship
- 机器人统治者：
- 泰洛母舰 Tirolian Mothership
- 泰洛重型巡洋舰 Tirolian Heavy Cruiser
- 泰洛运输舰 Tirolian Transport
- 地球（太空堡垒远征军）：
- 雷级巡洋舰 Ikazuchi-class Cruiser
- 雷级航空母舰 Ikazuchi-class Carrier
- 岛风级战列巡洋舰 Shimakaze-class Battlecruiser
- 长嘴鱼级巡洋舰 Garfish-class Cruiser
- 地平线级战斗运兵舰 Horizon-class Combat Dropship
- 地平线-V运兵舰 Horizon-V DropShip
- 大天使级殖民堡垒 Ark Angel-class Colony Fortress
- 德川级战列舰 Tokugawa-class Battleship
- 因维人：
- 因维贝甲航母 Invid Mollusk Carrier
- 海顿人：
- 海顿巡洋舰 Haydonite Cruiser
- 海顿无畏级战舰 Haydonite Dreadnought

### 机体
- 地球（太空堡垒防卫军）：
- VF-1A变形战斗机 Veritech VF-1A
- VF-1D变形战斗机 Veritech VF-1D
- VF-1J变形战斗机 Veritech VF-1J
- VF-1R变形战斗机 Veritech VF-1R
- VF-1S变形战斗机 Veritech VF-1S(变形金刚中天火的变形形态也为VF-1S)
- YF-4变形战斗机 Veritech YF-4
- 战斧歼击机器人 Destroid Tomahawk
- 防御者歼击机器人 Destroid Defender
- 斯巴达歼击机器人 Destroid Spartan
- 方阵歼击机器人 Destroid Phalanx
- 怪兽歼击机器人 Destroid Monster
- 天顶星人：
- 战斗壳 Battlepod
- 轻型炮兵战斗壳 Battlepod, Light Artillery
- 重型炮兵战斗壳 Battlepod, Heavy Artillery
- 军官级战斗壳 Battlepod, Officer's
- 战术侦察战斗壳 Battlepod, Tactical Recon
- 地球（南十字军）：
- 摇石变形战斗机 Veritech Logan
- AGAC变形直升机 Veritech AGAC
- 斯巴达变形气垫坦克 Veritech Spartas
- 机器人统治者：
- 生化机器人 Bioroid Soldier
- 改良型生化机器人 Bioroid Soldier, Advanced
- 初级指挥生化机器人 Bioroid Subcommander
- 高级指挥生化机器人 Bioroid Commander
- 装甲战斗生化机器人 Bioroid Armored Fighter
- 地球（太空堡垒远征军）：
- SFA-5蝠式战斗机 Conbat SFA-5
- VFA-6H阿尔法变形战斗机 Veritech Alpha VFA-6H
- VFA-6I阿尔法变形战斗机 Veritech Alpha VFA-6I
- VFA-6Z阿尔法变形战斗机 Veritech Alpha VFA-6Z
- VFB-9贝塔变形战斗机 Veritech Beta VFB-9
- 暗影变形战斗机 Veritech Shadow Fighter
- 超级暗影战斗机 The Super Shadow Fighter
- 暗影变形无人机 Veritech Shadow Drone
- VR-038变形旋风车 Veritech Cyclone VR-038
- VR-041变形旋风车 Veritech Cyclone VR-041
- VR-052变形旋风车 Veritech Cyclone VR-052
- VR-057超级变形旋风车 The VR-057 Veritech Super Cyclone
- 生化人截击机 The Bioroid Interceptor
- CVR-3个人战斗装甲 CVR-3 Personal Combat Armor
- CBR-5 战术护甲 CBR-5 Tactical Body Armor
- 中子S导弹 Neutron-S Missiles
- 因维人：
- 因维步兵 Invid Soldier
- 因维侦察机 Invid Scout
- 因维战斗侦察机 Invid Fighter Scout
- 因维骑兵机 Invid Trooper
- 因维突击骑兵机 Invid Shocktrooper
- 因维强击机 Invid Enforcer
- 因维指挥机 Invid Commander
- 因维君王机 Invid Overlord
- 海顿人：
- 海顿渗入者 Haydonite Infiltrator
- 海顿鬼魂轰炸机 Haydonite Wraith

## 漫画、小说
- 请参见“Robotech (comics)（英语：Robotech (comics)）”、“Robotech (novels)（英语：Robotech (novels)）”

除了动画之外，1985年以来不断问世的Robotech系列作品还包括多达数百本的漫画和杰克·麦金尼（Jack Mckinney）撰写的21卷小说。2001年，DC Comics旗下的 Wildstorm获得金和声授权，开始出版新的 Robotech漫画系列。金和声公司稍后宣布，2001年以前创作的小说和漫画不再被视为Robotech“正史”的组成部分。
2003年，四川科学技术出版社（《科幻世界》杂志社）开始出版《太空堡垒》小说的中文译本，到目前为止共出版7卷，内容包括了英文原版的第1—12卷。

## 电子游戏
- Robotech: The New Generation 太空堡垒: 新生一代

2007年Airbourne Entertainment/Big Blue Bubble出品
- Robotech: Invasion 太空堡垒: 入侵

2004年Global Star/Vicious Cycle出品
- Robotech: Battlecry（英语：Robotech: Battlecry） 太空堡垒: 战斗呐喊

2002年TDK Mediactive出品
- Robotech: The Macross Saga 太空堡垒: 麦克罗斯传奇

2002年TDK Mediactive出品
- Robotech: Crystal Dreams（英语：Robotech: Crystal Dreams） 太空堡垒: 水晶梦想

1998年GameTek未完成

## 其他周边
- 请参见“Robotech music（英语：Robotech music）”、“Robotech art books”、“Robotech (role-playing game)（英语：Robotech (role-playing game)）”、“Robotech Collectible Card Game（英语：Robotech Collectible Card Game）”

包括桌上角色扮演游戏规则书（TRPG）、原声唱片、资料设定图集等等。